# 13055 Креппейн
13055 Креппейн (13055 Kreppein) — астероїд головного поясу, відкритий 14 жовтня 1990 року.
Тіссеранів параметр щодо Юпітера — 3,312.